# 国際連合安全保障理事会決議123
国際連合安全保障理事会決議123（こくさいれんごうあんぜんほしょうりじかいけつぎ123、英: United Nations Security Council Resolution 123, UNSCR123）は、1957年2月21日に国際連合安全保障理事会で採択された決議。
ジャンムー・カシミールをめぐる紛争の激化を受け、安保理は、安保理議長が亜大陸を訪問し、インド・パキスタン両政府とともに、紛争解決に寄与しうる提案を検討するよう要請した。安保理は続けて、議長に対して同年4月15日までに報告するよう要請した。この報告書は、後に同年12月採択された安保理決議第126号の基礎となった。決議は10票で採択され、ソビエト連邦は棄権した。

## 詳細
以下はその和訳。
安全保障理事会は、
1957年1月24日の決議122（1957）、その前の決議およびインド・パキスタン問題に関する国際連合委員会の決議を想起し、以下の通りとする。
1. 安全保障理事会議長に対し、スウェーデン代表に対し、安全保障理事会および国際連合インド・パキスタン委員会のこれまでの決議を考慮し、紛争解決に寄与すると思われる提案をインドとパキスタンの両政府と検討し、この目的のために亜大陸を訪問し、1957年4月15日までに安全保障理事会に報告することを要請する。
2. インドとパキスタンの政府に対して、これらの任務の遂行に協力するよう要請する。
3. 事務総長および国際連合インド・パキスタン代表に対し、同代表が要請する支援を提供するよう要請する。